# General Mosconi (Salta)
Gral. Enrique Mosconi es un municipio situado en el departamento General José de San Martín, en la provincia de Salta, Argentina. Según el censo de 2022, tiene una población de 19 108 habitantes.
Se desarrolló social y económicamente por la explotación petrolera que se inició en un lugar llamado Campanero Vespucio, en la Quebrada de Galarza, a seis km de la ciudad.
La historia se remonta hacia el año 1906, cuando Francisco Tobar, uno de los pioneros de la industria petrolera argentina, descubrió petróleo en las laderas y cauce de la Quebrada de Galarza, yacimiento que denominó "Mina República Argentina". El pueblo se fundó el 12 de septiembre de 1928, cuando la empresa estatal Yacimientos Petrolíferos Fiscales (YPF) descubrió su primer pozo de petróleo, denominado "Vespucio 1".

## Defensa civil

### Sismicidad
La sismicidad del área de Salta es frecuente y de intensidad baja, y un silencio sísmico de terremotos medios a graves cada 40 años.
- Sismo de 1930: aunque dicha actividad geológica catastrófica ocurre desde épocas prehistóricas, el terremoto del 24 de diciembre de 1930 (94 años),[4] señaló un hito importante dentro de la historia de eventos sísmicos jujeños, alcanzando los 6.4 grados de la escala de Richter. Pero nada cambió extremando cuidados y/o restringiendo códigos de construcción.[3]
- Sismo de 1948: el 25 de agosto de 1948 (76 años) ocurrió un sismo que alcanzó los 7.0 grados de la escala de Richter. Destruyó edificaciones y abrió numerosas grietas en inmensas zonas[4][3]
- Sismo de 2010: el 27 de febrero de 2010 (15 años) un sismo alcanzó los 6.1 grados de la escala de Richter.

## Parroquias de la iglesia católica
| Diócesis  | Nueva Orán               |
| --------- | ------------------------ |
| Parroquia | Nuestra Señora de Fátima |